# 1909 год в музыке

## События
- 24 сентября — премьера оперы Николая Римского-Корсакова «Золотой петушок» в Оперном театре Сергея Зимина в Москве[1]
- 28 ноября — премьера Концерта для фортепиано с оркестром № 3 Сергея Рахманинова в Нью-Йорке[2]

## Классическая музыка
- Ферруччо Бузони — «An die Jugend»
- Анатолий Лядов — симфоническая поэма «Кикимора»
- Адольф Мишек — соната для контрабаса и фортепиано № 1 в ля-мажоре
- Макс Регер — струнный квартет № 4, опус 109; соната для кларнета № 3, опус 107; псалом № 100, опус 106
- Сергей Танеев — концертная сюита для скрипки и оркестра
- Шарль Турнемир — симфония № 2
- Антон Веберн — пять пьес для струнного квартета, опус 5; шесть пьес для большого оркестра, опус 6
- Арнольд Бакс — «In the Faery Hills»
- Густав Хельстед — концерт для скрипки с оркестром в си-миноре
- Джон Блэквуд Макъюэн — «A Solway Symphony»
- Густав Малер — «Песнь о земле»

## Опера
- Жюль Массне — «Вакх»
- Рихард Штраус — «Электра»
- Эрманно Вольф-Феррари — «Секрет Сусанны»
- Руперто Чапи — «Привратница Маргарита»

## Родились

### Январь
- 1 января — Татьяна Устинова (ум. 1999) — советская и российская актриса, танцовщица, балетмейстер и хореограф
- 3 января — Виктор Борге (ум. 2000) — датский и американский пианист, дирижёр и комик
- 11 января — Гуннар Берг[дат.] (ум. 1989) — датский композитор швейцарского происхождения
- 13 января — Эд Бёрк[англ.] (ум. 1988) — американский джазовый тромбонист и скрипач
- 15 января — Джин Крупа (ум. 1973) — американский джазовый барабанщик и бэндлидер
- 22 января — Энн Сотерн (ум. 2001) — американская актриса и певица
- 27 января — Вера Дулова (ум. 2000) — советская и российская арфистка и музыкальный педагог

### Февраль
- 5 февраля — Гражина Бацевич (ум. 1969) — польская скрипачка и композитор
- 9 февраля — Кармен Миранда (ум. 1955) — бразильская певица, танцовщица и актриса португальского происхождения
- 13 февраля — Эйси Киккава (ум. 2006) — японский музыковед и педагог
- 19 февраля — Алоис Форер (ум. 2001) — австрийский органист и музыкальный педагог

### Май
- 1 мая — Джордж Мелакрино[англ.] (ум. 1965) — британский музыкант и композитор
- 10 мая — Мэйбелл Картер[англ.] (ум. 1978) — американская певица и музыкант, вокалистка и гитаристка группы Carter Family
- 13 мая — Кен Дарби[англ.] (ум. 1992) — американский композитор, аранжировщик, автор песен и дирижёр
- 30 мая — Бенни Гудмен (ум. 1986) — американский джазовый кларнетист и дирижёр

### Июнь
- 7 июня — Жан Лоран (ум. 2001) — бельгийский скрипач и музыкальный педагог
- 12 июня — Арчи Блейер[англ.] (ум. 1989) — американский аранжировщик и бэндлидер
- 14 июня — Бёрл Айвз (ум. 1995) — американский актёр и певец
- 15 июня — Элена Николаиди (ум. 2002) — греческая и американская оперная певица (меццо-сопрано) и музыкальный педагог
- 26 июня — Том Паркер (ум. 1997) — американский музыкальный менеджер нидерландского происхождения

### Июль
- 5 июля — Сильвия Гевиллер (ум. 1999) — швейцарская оперная певица (сопрано) и музыкальный педагог
- 7 июля — Маноло Караколь[англ.] (ум. 1973) — испанский певец фламенко
- 18 июля — Харриет Нельсон (ум. 1994) — американская актриса и певица

### Август
- 6 августа — Карл Ульрих Шнабель (ум. 2001) — немецкий и американский пианист и музыкальный педагог
- 10 августа
  - Клод Торнхилл (ум. 1965) — американский пианист, аранжировщик, композитор и бэндлидер
  - Лео Фендер (ум. 1991) — американский изобретатель, основатель компании Fender
- 11 августа — Юдзи Косеки[яп.] (ум. 1989) — японский композитор
- 13 августа — Роберт Мьюзел (ум. 1999) — американский журналист и поэт-песенник
- 15 августа — Хьюго Винтерхальтер (ум. 1973) — американский аранжировщик и композитор
- 17 августа — Ларри Клинтон[англ.] (ум. 1985) — американский трубач, бэндлидер и аранжировщик
- 23 августа — Итиро Сайто[яп.] (ум. 1979) — японский кинокомпозитор
- 25 августа — Руби Килер (ум. 1993) — американская актриса, певица и танцовщица

### Сентябрь
- 24 сентября — Карл Сигман (ум. 2000) — американский автор песен

### Октябрь
- 3 октября — Борни Бергантин[англ.] (ум. 1952) — американский композитор и автор песен
- 28 октября — Адольф Скулте (ум. 2000) — советский и латвийский композитор и музыкальный педагог

### Ноябрь
- 10 ноября — Джонни Маркс[англ.] (ум. 1985) — американский автор песен
- 18 ноября — Джонни Мерсер (ум. 1976) — американский поэт-песенник, композитор и певец
- 21 ноября — Илья Шпильберг (ум. 2000) — советский и российский скрипач
- 25 ноября — Светослав Обретенов (ум. 1955) — болгарский композитор и хоровой дирижёр

### Декабрь
- 5 декабря — Томас Маррокко (ум. 1999) — американский музыковед и скрипач
- 20 декабря — Вагн Хольмбоэ (ум. 1996) — датский композитор, музыкальный критик и педагог

## Скончались
- 15 января — Эрнест Рейер (85) — французский композитор и музыкальный критик
- 25 февраля — Евгений Алейников (56) — русский оперный певец (баритон)
- 22 марта — Дьюла Эркель[венг.] (66) — венгерский дирижёр, композитор, пианист и литаврист
- 25 марта — Руперто Чапи (57) — испанский композитор
- 26 марта — Николай Аркас (56) — русский и украинский писатель, историк и композитор
- 6 мая — Фанни Черрито (91) — итальянская балерина
- 7 мая — Карл Иоахим Андерсен (62) — датский флейтист, композитор и дирижёр
- 18 мая
  - Исаак Альбенис (48) — испанский композитор и пианист
  - Август Йегер[англ.] (49) — немецкий и британский музыкальный издатель
- 20 мая — Эрнест Хоган[англ.] (43/44) — американский певец и композитор
- 1 июня — Джузеппе Мартуччи (53) — итальянский композитор, дирижёр, пианист и музыкальный педагог
- 7 июня — Патрик Хэлтон[англ.] (68) — ирландский дирижёр
- 14 июля — Владислав Межвиньский (60) — польский оперный певец (тенор) и музыкальный педагог
- 19 июля — Леопольд Розенфельд[дат.] (59) — датский композитор, музыкальный педагог и музыкальный критик
- 6 октября — Дадли Бак[англ.] (70) — американский органист, композитор и музыкальный писатель
- 13 октября — Юлиус Рутхардт (67) — немецкий скрипач и дирижёр
- 8 ноября — Шарль Борд (46) — французский музыковед, композитор и музыкальный педагог
- 16 ноября — Франсис Томе[фр.] (59) — французский пианист и композитор
- 5 декабря — Эбенезер Праут (74) — британский музыкальный теоретик, педагог, издатель и композитор
- 11 декабря — Доменико Сальватори[англ.] (54) — итальянский певец-кастрат
- 15 декабря — Франсиско Таррега (57) — испанский гитарист и композитор
- без точной даты
  - Холик Бабаев (32/33) — таджикский актёр, поэт, певец и музыкант
  - Хосе Вальс (58/59) — испанский дирижёр, композитор и музыкальный педагог
  - Паллави Сешайяр[англ.] (66/67) — индийский композитор